# Eucerella
Eucerella is een geslacht van wantsen uit de familie van de Miridae (blindwantsen). Het geslacht werd voor het eerst wetenschappelijk beschreven door Bertil Robert Poppius in 1921.

## Soorten
Het genus bevat de volgende soorten:

- Eucerella amazonensis (Carvalho, 1982)
- Eucerella hirtipes Poppius, 1921
- Eucerella matogrossensis (Carvalho, 1982)
- Eucerella robusta (Carvalho & Ferreira, 1986)
- Eucerella tapajoensis (Carvalho, 1982)